# UFC 60
UFC 60: Hughes vs. Gracie（ユーエフシー・シックスティ：ヒューズ・バーサス・グレイシー）は、アメリカ合衆国の総合格闘技団体「UFC」の大会の一つ。2006年5月27日、カリフォルニア州ロサンゼルスのステイプルズ・センターで開催された。

## 大会概要
メインイベントではUFC世界ウェルター級王者マット・ヒューズとホイス・グレイシーが175ポンドのキャッチウェイトで対戦し、ヒューズがホイスをTKOで降した。
ホイス・グレイシーがUFC 5以来、約11年ぶりにUFCに復帰した。
本大会はペイ・パー・ビューの購入件数が62万件となり、当時のUFCの最高記録を樹立した。

## 試合結果

### プレリミナリィカード
第1試合 ウェルター級 5分3R
○  メルヴィン・ギラード vs.  リック・デイビス ×
1R 1:37 KO（右ストレート）
第2試合 ヘビー級 5分3R
○  ガブリエル・ゴンザーガ vs.  ファビアーノ・シェルナー ×
2R 0:24 TKO（レフェリーストップ：パウンド）
第3試合 ライト級 5分3R
○  スペンサー・フィッシャー vs.  マット・ワイマン ×
2R 1:43 KO（跳び膝蹴り）
第4試合 ミドル級 5分3R
○  ジェレミー・ホーン vs.  チェール・ソネン ×
2R 1:17 腕ひしぎ十字固め

### メインカード
第5試合 ミドル級 5分3R
○  マイク・スウィック vs.  ジョー・リッグス ×
1R 2:19 フロントチョーク
第6試合 ヘビー級 5分3R
○  ブランドン・ヴェラ vs.  アスエリオ・シウバ ×
1R 2:39 フロントチョーク
第7試合 ウェルター級 5分3R
○  ディエゴ・サンチェス vs.  ジョン・アレッシオ ×
3R終了 判定3-0（30-27、29-28、29-28）
第8試合 ライトヘビー級 5分3R
○  ディーン・リスター vs.  アレッシオ・サカラ ×
1R 2:20 三角絞め
第9試合 キャッチウェイトバウト（175ポンド） 5分3R
○  マット・ヒューズ vs.  ホイス・グレイシー ×
1R 4:39 TKO（レフェリーストップ：パウンド）